# Szklany Dom w Podkowie Leśnej
Szklany Dom lub Szklana Willa – awangardowy dom w Podkowie Leśnej przy ulicy Sosnowej 9.
Pisarka i feministka Irena Krzywicka zakupiła działkę w Podkowie Leśnej prawdopodobnie w 1928 r. Budowa Szklanej Willi (nazwa notarialna budynku nazywanego przez Krzywicką Szklanym Domem) trwała w latach 1928–30. Z przyczyn ideowych Krzywicka wybrała styl międzynarodowy (w tym nowatorski w ówczesnej Polsce płaski dach i ścianę, zbudowaną z tafli szklanych) jako przeciwieństwo polskiej tradycji architektonicznej. Z powodów finansowych budynek wzniesiono w dwóch etapach. Początkowo powstała część północna. W 1932 r. dobudowano z cegły skrzydło południowe według projektu kuzyna Krzywickiej architekta Maksymiliana Goldberga.
Szklany Dom powstał jako budynek letniskowy, nieprzystosowany był do mieszkania zimą. Tym niemniej Krzywicka urządziła w jednym z pokoi pierwszą podkowiańską bibliotekę publiczną (z powodów ideowych chciała nadać budynkowi funkcję społeczną). Ponadto mieszkała w tym domu na początku okupacji.
Ponieważ budowa domu zbiegła się z najbujniejszym okresem życia w karierze pisarskiej i publicystycznej Ireny Krzywickiej, stał się on miejscem towarzyskich spotkań literatów i artystów. Bywali tu Tadeusz Boy-Żeleński, Jarosław Iwaszkiewicz, Antoni Słonimski, Andrzej Stawar, Jerzy Andrzejewski, Ksawery Pruszyński, Jan Parandowski i inni.
W trakcie wojny i po jej zakończeniu budynek objęto nakazem kwaterunkowym. Osiedlano w nim licznych lokatorów, którzy doprowadzili obiekt do ruiny. W 1953 r. budynek został sprzedany Edwardowi Wodzińskiemu. Później przechodził w kolejne ręce, aż w 1974 r. zakupili go Bożena i Kazimierz Głowaccy, którzy  przywrócili jego dawną świetność. We wnętrzu zachowały się elementy wystroju w stylu modernizmu: oryginalna stolarka, okucia drzwi i okien, meble. Dom otacza odrestaurowany ogród, również modernistyczny (rosną tam lilaki, które sadził Boy-Żeleński podczas wizyt w Podkowie Leśnej).